# CBTC
CBTC(통신기반열차제어 시스템 : Communications Based Train Control)는 철도 보안 시스템의 일종이다.
RF 무선 통신을 이용한 이동 폐색방식으로 개량하여 운전시격 단축, 유지보수비용 절감, 운영 유연성 증대, 수송용량 증대 등 시간적, 경제적 파급 효과를 거둘 수 있는 차세대 철도 신호 시스템이다.

## 주요 실적
- 신분당선
- 김포 도시철도
- 부산-김해 경전철
- 신안산선

## 같이 보기
- 자동 열차 제어 장치